# الأثاث الآسيوي

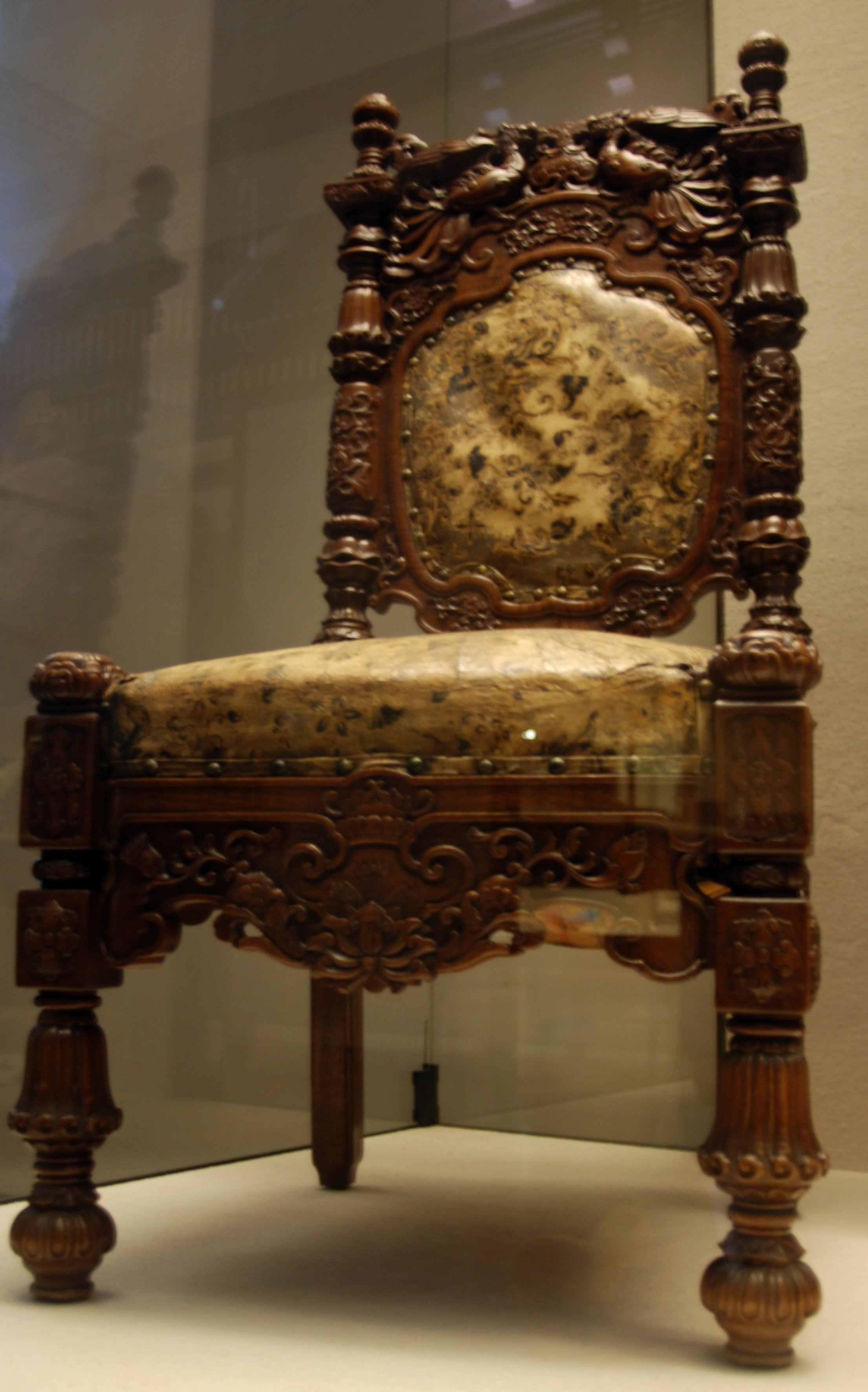
أثاث آسيوي

يعود مصطلح الأثاث الآسيوي أو بما يسمى أحيانا الأثاث الشرقي إلى نوع من الأثاث الذي يعود في أصله إلى قارة آسيا . في بعض الأحيان يعتقد الناس أيضا بأنه الأثاث ذو النمط الآسيوي . و باستيعاب الثقافة الغربية من الممكن للمصطلح أن يمتد ليشمل الأثاث الآسيوي الحديث .
بدأ الأوروبيون استلام وتجميع الأثاث الآسيوي في القرن الثامن عشر. والآن أصبح الأثاث الجنوب آسيوي كالتايلندي والفيتنامي والإندونوسي والجاوي والبالي أكثر أهمية وتقديرا . وغير ذلك من الأثاث الآسيوي كالجنوب الآسيوي والهندي فقد أصبحا أيضا أكثر شهرة وخاصة فيما يتعلق بالتصميم الداخلي . وهنالك أيضا الأثاث الاستعماري والذي صمم للبريطانيين خلال فترة حكمهم في آسيا، وهذا الأثاث يضم في المعظم ذاك القادم من الهند وميانمار وما أعيد انتاجه منهما .
عادة ما يكون لون أثاث جنوب شرق آسيا بنياً غامقاً مع الكثير من النقوش الهندوسية ، وبعضها قد يكون عليه لهجات بولينيزية مثل تلك القادمة من المناطق الشرقية في إندونيسيا .